# La Chilinga
La Chilinga o Chilinguita è una scuola popolare di percussioni, che nasce nel 1995 e si dedica allo studio, approfondimento, ed esecuzione di differenti ritmi afro-americani, come il candombe uruguayo e argentino, samba, reggae brasiliano,  marcha camion rioplatenses, makuta, bembé, rumba, columbia, abakua, son, e altri ritmi. È considerato il maggior gruppo argentino di murga, uno dei pochi ad aver pubblicato su disco un genere nato e suonato esclusivamente per le strade.
Nella loro carriera hanno pubblicato 4 album e collaborato con vari noti artisti quali: Mercedes Sosa, Diego Torres, Rubén Blades, Calle 13, Los Piojos, Los Cafres, Fito Páez, Ariel Prat.
La scuola è diretta dal batterista e percussionista Daniel Buira

## Discografia
| Titolo                | Anno |
| --------------------- | ---- |
| Percusion             | 1998 |
| viejos dioses         | 2001 |
| Muñequitos del tambor | 2004 |
| Raices                | 2007 |